# Roetspecht
De roetspecht (Leuconotopicus fumigatus synoniemen:Picoides fumigatus of: Veniliornis fumigatus) is een vogel uit de familie van de spechten (Picidae). 

## Verspreiding en leefgebied
Deze soort komt voor van oostelijk Mexico tot noordwestelijk Argentinië en telt vijf ondersoorten:
- L. f. oleagineus: oostelijk Mexico.
- L. f. sanguinolentus: centraal en zuidelijk Mexico tot westelijk Panama.
- L. f. reichenbachi: oostelijk Panama en noordelijk Venezuela door Colombia tot oostelijk Ecuador.
- L. f.s fumigatus: het Amazonebekken.
- L. f. obscuratus: noordwestelijk Peru tot noordwestelijk Argentinië.

## Status
De grootte van de populatie is in 2019 geschat op 50.000-500.000 volwassen vogels. Op de Rode lijst van de IUCN heeft deze soort de status niet bedreigd.